# The 13th Floor
«The 13th Floor» — четвертий студійний альбом норвезького готик-метал-гурту Sirenia. Реліз відбувся 23 січня 2009 року. Перший альбом за участю співачки Айлін.

## Список композицій
Автором всіх пісень є Мортен Веланд.
| #     | Назва                      | Тривалість |
| ----- | -------------------------- | ---------- |
| 1.    | «The Path to Decay»        | 04:19      |
| 2.    | «Lost in Life»             | 03:14      |
| 3.    | «The Mind Maelstrom»       | 04:50      |
| 4.    | «The Seventh Summer»       | 05:24      |
| 5.    | «Beyond Life's Scenery»    | 04:35      |
| 6.    | «The Lucid Door»           | 04:51      |
| 7.    | «Led Astray»               | 04:37      |
| 8.    | «Winterborn 77»            | 05:36      |
| 9.    | «Sirens of the Seven Seas» | 05:12      |
| 42:38 |                            |            |

| Бонусні треки обмеженого видання | Бонусні треки обмеженого видання            | Бонусні треки обмеженого видання |
| #                                | Назва                                       | Тривалість                       |
| -------------------------------- | ------------------------------------------- | -------------------------------- |
| 10.                              | «The Path to Decay» (radio edit)            | 03:33                            |
| 11.                              | «The Mind Maelstrom» (instrumental version) | 04:49                            |
| 12.                              | «Winterborn 77» (instrumental version)      | 05:33                            |
| 56:33                            |                                             |                                  |

## Учасники запису
- Айлін — жіночий вокал (всі треки)
- Мортен Веланд — гітари, ґроулінг (всі треки, окрім #2, #7), чистий чоловічий вокал (в треках #4), бас-гітара, клавіші, програмування, ударні
- Ян Кеннет Барквейд — чистий чоловічий вокал (в треках #9)
- Стефані Валентин — скрипка (в треках #3, #7, #8, #9)
- Деміан Шуріен, Матью Ландрі, Еммануель Зольден, Сандрин Гаутбель, Емілі Лесброс — хор (всі треки)

## Чарти
| Чарт (2009)         | Місце |
| ------------------- | ----- |
| French Albums Chart | 127   |
| German Albums Chart | 87    |
| Swiss Albums Chart  | 67    |